# 安室奈美惠
安室奈美惠（日语：／ Amuro Namie，琉球語：／ ；1977年9月20日—），日本女歌手，被尊稱為「日本流行音樂女王」、「日本瑪丹娜」、「日本歌姬」等。出生於沖繩縣那霸市，為具有四分之一意大利血统的琉球族人（母親為琉意混血）。
1992年以女子組合Super Monkey's成員身分出道，1995年，未滿18歲的安室加入小室家族單飛發行個人唱片，立即成為日本歌壇超級天后，帶起名為「アムラー」（安室現象）的時尚風潮，與華原朋美並列為1990年代下半葉東亞最具代表性的時尚教主，甚至在全球也擁有廣大的人氣。安室奈美惠迄今為止的音樂作品於日本的總銷量將近4000萬張，從出道累計至引退歌壇前夕為止擁有超過8張百萬銷售的音樂作品，是20世紀末至今唱片最暢銷的亞洲女歌手之一。所屬唱片公司為愛貝克思旗下子公司Dimension Point，經紀公司為個人成立的工作室stella88。2018年9月16日，也就是個人出道26週年纪念日引退。根據「日刊體育」報統計，安室25年來的演唱會動員約500萬人次，巡迴演唱會總計舉辦了716場。
1992年出道至今，其歌手生涯已26年之久，為日本出道时间最久而且是唯一一位可以連續二十三年有單曲打入前十名的女歌手和個人歌手。19歲便躍升日本超級天后的安室，同時面對著生活上的不少壓力，例如離婚、母親被殺害和單親媽媽。她被認為是日本流行音樂史上最成功歌手之一，其單曲〈CAN YOU CELEBRATE?〉也以近230萬張高居日本女歌手史上銷量最高單曲，這個紀錄到目前仍由安室維持著。而這首單曲也是近代日本人非常受歡迎使用的婚禮音樂。
綜觀安室的25年演藝之路，安室對於演藝事業以及自我的堅持，造就了安室成為一代日本人心中永遠的流行歌姬。

## 簡傳

### 早期的生活與事業
1977年9月20日，安室奈美惠在沖繩縣那霸市沖繩紅十字醫院出生, 父親安室朝由是琉球國第二尚氏王室旁支、士族向氏安室家後裔，母親平良惠美子是意大利裔駐沖繩美軍與琉球國庶民後裔所生的混血兒，兩人育有一子二女，安室奈美惠排行最小。由於其母親之家世不為夫家所歡迎，父母在安室奈美惠4歲時離婚，由媽媽平良惠美子單人獨力照顧。她是一間托兒所的僱員，亦是酒吧領檯，靠此賺取生活費用。
在早期，安室奈美惠並沒有成為藝人的抱負，反而想成為空中小姐。但是在12歲那一年，她拜訪朋友的時候，被沖繩演藝學校的校長牧野正幸發掘。那是一間表演藝術學校。已看出安室潛力的校長開出免費就讀的條件，希望安室能入校就讀。1991年，14歲的安室奈美惠經過兩年的學習，Makino將安室及其他四位同學組成女子組合「Super Monkey's」。透過Toshiba-EMI推出首張單曲《恋のキュート・ビート/ミスターU.S.A.》。「Super Monkey's」於1992年9月16日正式出道。自此安室離開家鄉那霸前往遙遠的東京打拼演藝事業。
Super Monkey's並不成功，成員亦不斷替換。但是安室絕對是團隊裡最搶眼的一個。在1994年，團體更名「安室奈美恵 with SUPER MONKEY'S」突顯安室奈美惠個人不斷提升的知名度。除了Super Monkey's的活動外，她亦開始參與電視節目主持，例如1994年開始於《Ponkikids》登場的「兔兔姊妹」(Sister Rabbits)。1995年，團員再度變動，同時推出由松浦真在人製作的單曲《TRY ME 〜私を信じて〜》，該單曲售出約73萬張，為Super Monkey's唯一一首於Oricon單曲排行前十大的單曲。。儘管該組合不太成功，但在1995年時仍憑著單曲〈Try Me ～相信我～〉取得一點知名度。在推出兩首單曲後，安室奈美惠離開了該組合，此後其他四位Super Monkey's的成員仍繼續與安室奈美惠合作，成為背景舞者，但同時也成立自己的團體－MAX。安室奈美惠在Toshiba-EMI推出兩首單曲《太陽のSEASON》及《Stop the music》後，於1995年10月成為愛貝克思旗下歌手。

### 1995–1997：商業上的巨大成功
加入愛貝克思後，安室奈美惠隨即發佈單曲《Body Feels EXIT》。該歌由小室哲哉製作，是安室與他的首次合作。事實上，小室哲哉於1993年在觀看過一則商業廣告後，已接觸安室。透過與前製作人Matsuura的接觸，安室才得以轉換唱片公司與小室哲哉合作。在與小室哲哉的合作下，安室在商業上取得巨大成功，發行過數首超過百萬銷量的作品，第二首由小室哲哉製作的單曲《Chase the Chance》於兩個月後發佈。SUPER MONKEY'S 其餘四位成員繼續在此曲擔任伴舞，《Chase the Chance》成為安室的第一首冠軍單曲，總銷量高達136萬張。也令安室奪得第32屆日本金劍獎，1996年年底受邀參加NHK紅白歌合戰並表演此曲。
在1995年和1996年間，安室連續締造三張百萬單曲，《Chase the Chance》、《Don't wanna cry》和《You're my sunshine》。這些歌曲都收錄在1996年7月推出的專輯《SWEET 19 BLUES》中。此專輯初動達190萬張，總銷售量超過335萬張，安室的人氣在此時達到巔峰時期。同年安室也參與電影「史上最大作弊戰爭」。
由於安室頗具風格的流行穿搭，引起當時日本少女爭相模仿，並創造一股時尚潮流，這股潮流更以其姓氏為名，稱為「アムラー」安室現象。取自安室的「AMURO」＋「er」的諧音，特徵是染淺的茶色頭髮、古銅色的皮膚、迷你裙搭配高跟厚底長靴。當時安室的衣著打扮引來萬千日本年輕女性爭相模仿，「アムラー」一詞更入選1996年流行語大賞。在1996年年底，安室憑著歌曲《Don't wanna cry》贏得第38回日本唱片大獎，為最年輕取得此獎項的歌手（19歲）。
安室奈美惠在1997年的第一首單曲《CAN YOU CELEBRATE?》，以首週超過80萬張的銷量取得排行冠軍，累積銷量達到229.7萬張。成為日本女歌手史上銷量最高單曲。這個紀錄至今仍由安室保持。1997年5月，第十張單曲《How to be a Girl》發行，同年六月，安室累積單曲銷量突破1千萬張。7月份第三張原創專輯《Concentration 20》發行，累積銷量突破190萬張，安室於七月份開始在日本四大巨蛋舉行了《mistio presents namie amuro SUMMER STAGE 1997 Concentration 20》演唱會。同年8月3日，安室的作品累積銷量達到2千萬。
1997年5月27日，安室奈美惠隨小室家族成員到訪台灣，舉辦《TK PAN-PACIFIC TOUR '97 IN TAIPEI》演唱會。
1997年10月22日，安室奈美惠宣佈與丸山正溫（亦被稱為SAM，屬於樂隊TRF）結婚，並已有三個月身孕。 年底，歌曲〈CAN YOU CELEBRATE?〉再次奪得日本唱片大獎，亦在NHK紅白歌合戰表演，由於懷孕和結婚的關係，安室暫停歌唱事業，隨後休息一年。

### 1998–2002：個人和事業上的鬥爭
安室奈美惠的長子安室溫大於1998年夏天於埼玉市丸山紀念綜合醫院出生，其後在該年尾後，她以單曲《I HAVE NEVER SEEN》正式復出，歌曲登上Oricon單曲榜第一名，但是人氣及銷量已開始有下滑的趨勢。12月31日，她在NHK紅白歌合戰中亮相，再次演唱了《CAN YOU CELEBRATE?》，並締造NHK紅白歌合戰史上最高歌手各別收視率64.9%(自第40回後才開始統計歌手各別)。
1999年3月17日，發佈單曲《RESPECT the POWER OF LOVE》的同一天，她的母親平良惠美子在沖繩被第二任丈夫的胞弟車撞謀殺。聽到這個消息後，安室奈美惠取消了所有的宣傳活動，並飛返沖繩認屍。一星期後，該單曲只取得單曲榜排名第二名，終止了單曲連續取得第一名的紀錄。自此安室長達十年沒有取得冠軍單曲（直至2008年的《60s 70s 80s》）。事發12天後，安室出演節目「HEY!HEY!HEY!」正式復工。隨後，她回到密集發片的狀態－《精靈寶可夢》劇場版主題曲《toi et moi》；充滿R&B色彩的《SOMETHING 'BOUT THE KISS》；專輯先行單曲《LOVE 2000》均分別於1999年下半年至2000年初推出。2000年1月下旬，她推出復出後的首張原創專輯－《GENIUS 2000》，由葛萊美名Hip-hop/R&B製作者Dallas Austin及安室的長期製作者小室哲哉合作製作，專輯充滿著濃厚R&B風格，讓人聽到安室奈美惠嶄新的音樂風格。儘管專輯在一定忠實歌迷支持下連續兩星期取得Oricon專輯排行冠軍，但在排行榜僅停留了八週就出榜，累積銷量僅達到80萬張，是安室首張未達成百萬銷售的原創專輯。隨後，安室展開了久違三年的全國巡演《NAMIE AMURO TOUR GENIUS 2000》。
完成了專輯《GENIUS 2000》的巡演後，安室在00年發行了兩張單曲《NEVER END》和《PLEASE SMILE AGAIN》。前者是前日本首相小淵惠三委託小室哲哉為同年在日本沖繩舉行的八國集團首腦會議所創作的歌曲，以傳達「憧憬20世紀的和諧和國際間的互動」的信息。 安室本人亦在會議期間演唱了該歌曲。此單曲在她當時不斷下滑的銷量走勢中取得65萬張銷量，算是突破性的小成功，可惜仍無法挽回整體下滑的人氣。在同年12月，安室發行一年内的第二張原創專輯《break the rules》，反應未如理想，發行首周排行最高僅取得第二名，不但終止了專輯連續排名第一名的紀録，累積銷量更大幅下滑至30多萬張，比上一張專輯的一半還要少。專輯中兩首歌曲被抽出以RE-CUT單曲形式《think of me/no more tears》於專輯推出一個月後2001年1月發行，亦只在排行榜排名十大下遊位置，累計僅十多萬的銷量。《break the rules》的失利可謂讓安室正式跌出當紅歌手之列。
2001年，基於復出後成績不理想，安室從此年開始減少發片頻率。在5月結束《break the rules》巡演後，她全年只推出了一張單曲《Say the word》。這是安室第一次積極參與歌曲的製作和親自填寫歌詞，這首曲亦非官方的標誌著她與小室哲哉的合作關係結束。12月，安室連同一眾艾迴歌手參與「Song+Nation」慈善計劃，與m-flo的VERBAL合作推出特別單曲《Lovin' It》，這是她與小室正式最後一次合作。她非官方地與小室哲哉脫離合作關係。之後，她參與了Suite Chic合作計畫，安室在此時期開始轉型，開始改變曲風，並從偶像派歌手轉變為R&B歌手。轉型後的安室人氣逐漸回溫。
2002年，雖然是安室出道十周年，卻是安室在個人和事業上充滿鬥争的一年。這年活動和產量都進一步減少，不但罕有地沒有舉行任何演唱會；唱片銷量更進一步地下跌。第二張精選大碟《LOVE ENHANCED ♥ single collection》在欠缺暢銷曲和宣傳下只賣出30萬張；同年發行的兩張單曲《I WILL》和《Wishing On The Same Star》的銷量均跌破十萬張。在個人方面，她宣佈和SAM結束五年婚姻，並協議兒子溫大撫養權屬於男方。年末，一向對演出嚴謹的安室在電視節目上亦罕有失凖，不禁令人揣測到她受離婚一事和傳媒追訪影響。

### 2003–2004：形象轉變
縱使事業陷入樽頸期，安室奈美惠依然力圖改變。在2002年底至2003年初，安室完全沉湎於「SUITE CHIC」中－由幾位日本HIP HOP、R&B音樂人所製作的音樂，加上由安室本人擔任主唱，所集結而成的期間限定組合企劃。 音樂風格以R&B和Hip Hop為主。組合共發行了兩首單曲，一張專輯和一張混音專輯，均獲得不俗的評價。安室表示這企劃讓她重新找回自己的定位，並奠下了往後個人音樂風格和形象。
SUITE CHIC活動結束後，安室奈美惠以單曲《shine more》重返個人活動。這首單曲和該年發行的其餘兩張單曲《Put 'Em Up》和《SO CRAZY/Come》都是R&B和Hip Hop色彩濃厚的舞曲，意味著安室正式轉型為R&B/Hip Hop路線。12月，安室發佈了久違三年的原創專輯《STYLE》，專輯曲風隨着安室轉型跟前作有大幅改變，轉向較為嘻哈 (Hip Hop)的曲風。可惜只賣出22萬張，是安室史上銷量最低，亦是唯一不能進入銷量榜前三的的專輯。
在老歌迷已經基本流失完畢而轉型並沒有立即讓樂迷接受的情況下，安室的人氣和銷量在2003年可謂徹底跌至低谷。此時已經兩年沒舉行演唱會的她決定回到小場館HALL埸地重新出發，舉行跨越兩年名為《namie amuro SO CRAZY tour featuring BEST singles 2003-2004》的巡演，並已出道至今的大熱單曲為主題，希望再次吸引歌迷。日本國內一共表演35場，台灣舉行2場、而韓國舉辦了3場。此系列巡迴也是安室自出道以來第一次有海外場次。她更宣布把其中台灣場的部分收入五百萬日元，捐給「台灣兒童暨家庭扶助基金會」。
2004年上半年，安室的唱片銷量仍然處於劣勢。3月發行的單曲《ALARM》僅取得第11名的成績，中斷了其從出道單曲《太陽的SEASON》連續25張TOP 10單曲的記錄。基於連續幾張舞曲風格的單曲的成績仍然慘淡。安室在7月推出由中島美嘉的名曲《雪の華》製作人松本良喜所寫的抒情單曲《ALL FOR YOU》，成功挽回劣勢，不但重回十大位置，銷售量更突破十萬張。對於銷售量已低迷好幾年的安室而言，此次銷售量的回升令其事業終現曙光也起了拉回往後作品的銷量的作用。同時，安室不斷改良舞曲風格以引起樂迷興趣。10月發佈的雙A單曲《GIRL TALK/the SPEED STAR》就加入了都市R&B風格和甜美元素，找對了日本人音樂品味。此作不但維持在十萬張以上銷量，更在Oricon單曲榜取得第二位，成功帶領安室重回排行榜三甲。。
2004年底，安室宣佈不再出席NHK紅白歌合戰。 在此之前，她已連續9年

### 2005–2006：新的開始

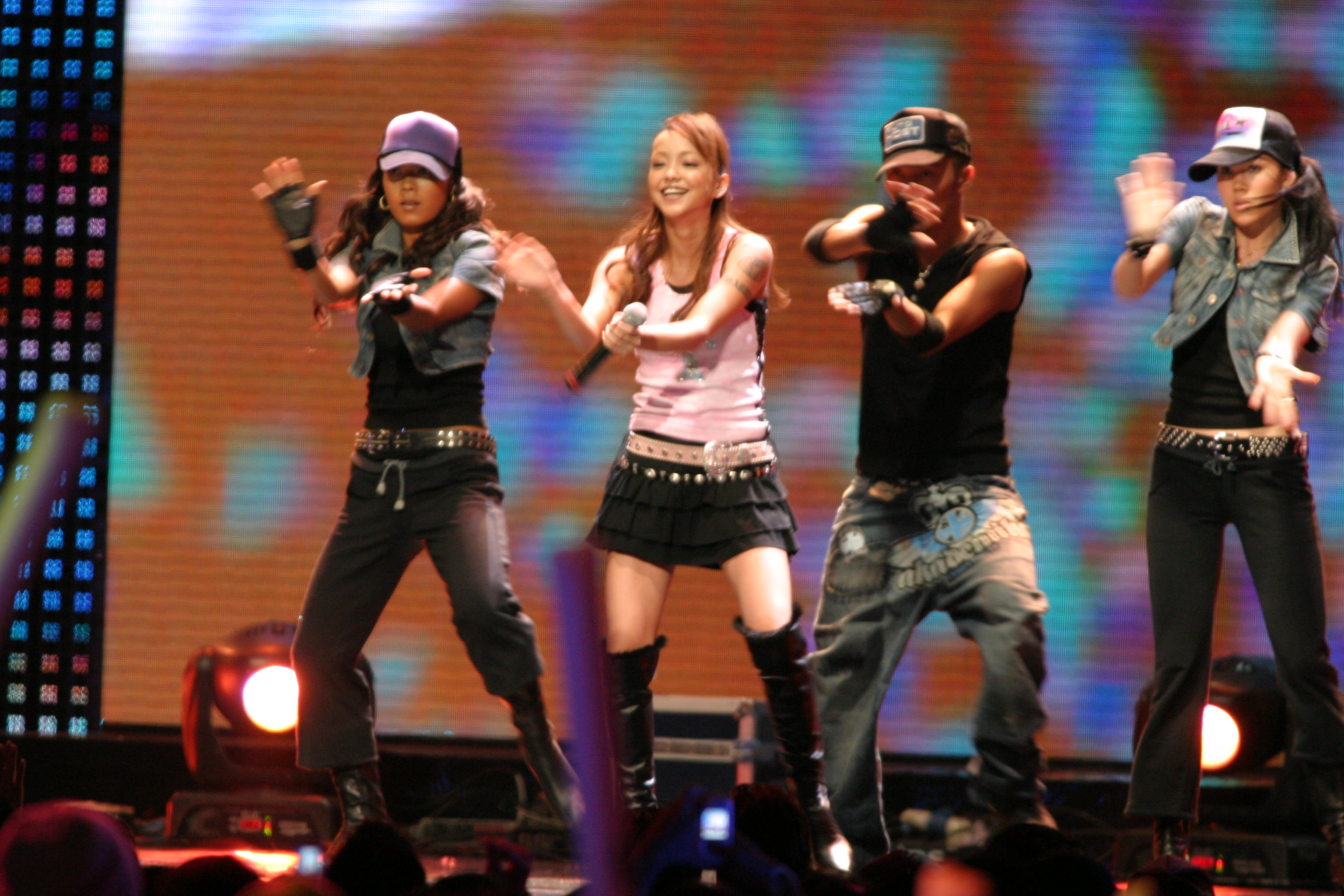
MTV Asia Aid，2005年於泰國曼谷

2005年，對安室奈美惠而言絕對是一個新開始。在個人方面，她成功從前夫SAM取回兒子溫大的監護權並將其改為安室溫大。
在發生的2004年印度洋大地震後，安室奈美惠是唯一參與了在2005年2月舉行的MTV Asia Aid的日本人。 她捐贈了1千萬日元（大約是9萬美元）予聯合國兒童基金會，用來幫助受地震影響的兒童。
同年的5月29日，安室連續第四年在MTV日本音樂錄影帶大獎演出。並取得兩個獎項，包括「最佳R&B影片」和「最予人深刻印象的亞洲藝人」，創下連續四年在日本MTV音樂大獎中得獎的紀錄。 此前，安室在2002年時取得「Inspiration Award Japan」，2003年時取得「Best Collaboration」，2004年時取得「最佳R&B影片」，2005年則同時取得「最佳R&B影片」和「最予人深刻印象的亞洲藝人」。
2005年7月13日，安室發行第六張原創專輯《Queen of Hip-Pop》。與米高梅公司合作後，安室在該專輯中使用了頑皮豹卡通人物。對應的雌性品種「奈美豹」誕生，也在音樂錄影帶WoWa出現。當專輯製作完成後，雖然安室奈美惠認為自己仍未將歌曲唱到最好。但《Queen of Hip-Pop》卻將安室重新推回專輯排行第二名的位置，先前安室發行的《STYLE》首週僅獲得專輯排行榜第四名，銷量也僅累積20多萬張，《Queen of Hip-Pop》初動20萬張，累積約45萬張銷售量，為曲風轉變後不錯的成果。
2005年9月，安室奈美惠舉行了以專輯為主題巡迴演唱會《Space of Hip-Pop -namie amuro tour 2005-》。巡迴開始時，她宣佈將為日本劇場版的罪恶之城演唱主題曲《Violet Sauce》，收錄在單曲《White Light/Violet Sauce》。當她觀看過有關電影後，安室向日本的發佈機構作出提議，希望可以演唱該電影的主題曲。有關公司認為她的形象與該電影符合，並接受她的建議。 該歌曲為導演羅勃羅里葛茲留下深刻印象，並希望能參與其中，他在歌曲的最後說出「Welcome to Sin City」。 單曲於2005年11月16日發售。12月，安室推出影像精選輯《namie amuro filmography 2001-2005》，收錄了她從2001年到2005年間的音樂影像。
2006年初，安室與Zeebra、AI和Mummy-D在Zeebra中的歌曲《Do What U Gotta Do》合作。在2月，安室的音樂錄影帶《WoWa》在Space Shower TV音樂影像獎被提名為「最佳女性音樂錄影帶」，但敗給YUKI的《Joy》。5月，安室發行單曲《CAN'T SLEEP, CAN'T EAT, I'M SICK/人魚》。安室擔任2006年MTV日本音樂錄影帶大獎之頒獎人，並演唱《CAN' T SLEEP, CAN' T EAT, I' M SICK》
2006年8月，安室開始《namie amuro BEST tour "Live Style 2006"》全國巡迴演唱會。安室一共舉行了23場公演，出道15週年的安室表示在2007年的表演會是歷來最好。

### 2007–2010：天后回歸
2007年似乎是安室的另一個新開始。安室於年初推出單曲《Baby Don't Cry》，不但累積銷量超過15萬張，而且更被日本RIAJ頒發百萬下載歌曲，亦令她創下連續13年皆有作品進入Oricon Top10的紀錄，更是女性的紀錄保持人。隨後安室發行單曲《FUNKY TOWN》。
安室的第八張原創專輯《PLAY》於2007年6月17日發行。此專輯安室嘗試了濃厚R&B以及搖滾風格的歌曲，並為她的曲風及形象帶來極大的改變，此專輯口碑極佳。發行首週便登上Oricon首週冠軍，是安室自《GENIUS 2000》以來的七年首次奪下冠軍寶座。《PLAY》更連續兩週佔據Oricon冠軍，此專輯最終累積銷量約54萬張。
2008年三月安室推出新單曲《60s 70s 80s》，並改編自三首分別來自六十年代，七十年代，以及八十年代的歌曲。《NEW LOOK》、《ROCK STEADY》、《WHAT A FEELING》三首歌曲均被選用為安室親自出演的Vidal Sasson廣告之歌曲，於Oricon單曲榜首週初登場第二位，第二週逆轉登上冠軍，是安室自1998年推出單曲《I HAVE NEVER SEEN》以來首次奪冠，《60s 70s 80s》以及最高的初動紀錄11萬，至今《60s 70s 80s》累積銷量近三十萬張。2008年7月30日，她發行了首張R&B音樂生涯的精選專輯——《BEST FICTION》，該精選收錄安室自2002年至2008年轉型以來單曲精選，該精選大獲成功，並連續六周佔據Oricon專輯冠軍，成功創造第二個事業巔峰期，此精選輯更使安室創下日本唯一一位於10代，20代與30代都擁有百萬銷量專輯的藝人紀錄。
2008年的安室除了在音樂方面取得成功，在不同類型的投票亦有不錯成績，顯示安室於日本的受歡迎程度極高。安室於3月憑《Hide & Seek》獲第12屆Space Shower Music Video Awards 2008頒發「最佳女歌手音樂錄影帶大獎」，又在5月憑《Hide & Seek》獲日本MTV音樂大賞頒發「最佳R&B影片」。接著安室也在各項投票取得冠軍，例如Oricon小臉美人選舉、靴子美人選舉、以及最優質母親等。紅透半邊天的安室工作固然繁忙，但為了照顧兒子溫大，堅持於下午六時前下班，不再接其他工作，可見她的愛子情深。
安室也於5月時與日本女歌手DOUBLE合作《BLACK DIAMOND》單曲，收錄在DOUBLE精選輯《THE BEST COLLABORATIONS》以及安室於2011年發行的《Checkmate!》中。
2008年日本公信榜Oricon STYLE公佈上半年度榜單，安室以單曲《60s 70s 80s》拿下單曲榜第8名，影音DVD作品則以《namie amuro PLAY tour 2007-2008》拿下影音綜合榜第20名、音樂DVD榜第六名，成績斐然，是前十名唯一的女歌手。
安室首度參與從7月26日到7月31日共八場的a-nation'08演唱會，吸引了超過二萬五千名觀眾因賞她的表演，是安室七年來首次被邀請表演。也是時隔八年再度參加愛貝克思爲股東安排的公司內部演唱會。
7月宣佈發行精選專輯《BEST FICTION》，收錄2002年《Wishing On The Same Star》至2008年《60s 70s 80s》期間發行的單曲，並加入兩首新歌《Do Me More》、《Sexy Girl》，合共17首歌及PV。《BEST FICTION》初動達68.1萬，為年度初動銷量第二位。此專輯不但於首週登上首位，亦成功於全球唱片榜奪冠。此專輯在Oricon專輯榜上成功蟬聯六週冠軍。除此之外，《BEST FICTION》發行三週累積銷量突破百萬亦創下本年度最快突破百萬銷量的專輯紀錄，也是繼精選大碟《181920》後之百萬銷量專輯。《BEST FICTION》也令安室成為唯一一位於10代，20與30代都擁有百萬銷量專輯的藝人。 至今，《BEST FICTION》累積銷量約155萬張。國際唱片業交流基金會（IFPI），2008全球音樂專輯銷排行榜，安室以《BEST FICTION》榮獲第三十八位。
2009年12月16日，安室發行第八張專輯《PAST＜FUTURE》，並再次摘下冠軍位置。以精選輯為名義的巡迴演唱會 《namie amuro BEST FICTION TOUR 2008-2009》刷新了日本女歌手個人演唱會動員最高紀錄，達50萬人次，當中包括6月20、21日於台北小巨蛋及7月11、12日首次於上海大舞台舉行的場次，共64場。在9月21日的演藝名人公眾形象滿意度調查（日本榜）中，安室力壓動畫大師宮崎駿奪得調查榜首位；12月16日安室發行的第九張專輯《PAST＜FUTURE》，收錄了熱播的Vidal Sassoon廣告歌曲《COPY THAT》及《MY LOVE》，以及久違的抒情慢歌《The Meaning Of Us》。同時,此專輯也創下日本女歌手從10代出道到20代，以及30代都連續有原創專輯奪冠的史上新記錄,成為日本音樂史上女歌手「連續3世代 原創專輯稱霸公信榜」的驚人紀錄。
2010年，安室在1月28日以去年發行的專輯《PAST＜FUTURE》在亞洲五個地區(日本、香港和台灣、韓國以及新加坡)榮獲排行榜冠軍，創下日本女歌手的新紀錄。同年3月22日以專輯中收錄的主打歌曲《FAST CAR》PV，在SPACE SHOWER主辦的“SPACE SHOWER MV大獎2010”中，奪得BEST VIDEO OF THE YEAR和BEST ART DIRECTION VIDEO的兩大獎項。在4月初展開年度巡演《namie amuro PAST＜FUTURE tour 2010》，共舉行80場公演，走遍日本全國28個城市，突破當時安室個人巡演最多場次紀錄。5月18日更在一年一度的國際樂壇盛事“世界音樂大獎2010”(World Music Award 2010，簡稱WMA)奪得“亞洲區最高銷量歌手獎”(Best Selling Artist of Asia)並表演，日本藝人在WMA上演出是恰克與飛鳥（CHAGE&ASKA）自1993年以來的第二次，對日本女歌手而言，則是首次創舉。日本Oricon統計2010年上半年發行的專輯銷量，《PAST＜FUTURE》以56.6萬張稱霸Oricon專輯榜冠軍。
《PAST＜FUTURE》更在十代至三十代各個年齡段的歌迷中都備受青睞，榮登公信榜各年齡層最受歡迎原創專輯首位，在日本流行音樂史上創下了女性歌手的新記錄。7月28日發行全新雙主打單曲《Break It/Get Myself Back》，《Get Myself Back》是安室首次回到家鄉沖繩拍攝音樂錄影帶，呼應其所代表涵義「回歸自我」！

### 2011年：奠定樂壇地位
2011年，安室再次在慈善不遺餘力，在3‧11東日本大地震災害發生後，安室立即低調地透過日本紅十字會以個人名義捐贈應援金5,000萬日元予受害災民。原訂於3月23日發行的合作精選輯《Checkmate!》亦延至4月27日推出，新曲與AI、土屋安娜、山下智久、After school等歌手合作。發行首周售出25.3萬，穩坐Oricon專輯榜冠軍，最終累積銷量約49萬張。以Solo歌手來說，專輯作品的周榜冠軍是從原創專輯《PLAY》（2007年6月發售）以來連續4作，通算第9作。1990年代、2000年代、2010年代這3個年代連續擁有冠軍專輯。此專輯並為其唱片總銷量累積達3900萬張，屬日本史上第四個歌唱單位能有此佳績。
7月27日發行相隔一年的第37張單曲《NAKED/Fight Together/Tempest》，其中《NAKED》搭配所代言的KOSE化妝品廣告，《Fight Together》為日本動畫ONE PIECE片頭曲，《Tempest》為NHK日劇「Tempest」主題曲。每年固定會舉行演唱會公演的安室，在2011年以「Life Style」為主題在7月份開始，從靜岡展開巡演《namie amuro LIVE STYLE 2011》，並於8月6日追加場次，共計32場。第38張單曲《Sit! Stay! Wait! Down!/Love Story》於12月7日發行，《Love Story》是繼1997年《CAN YOU CELEBRATE?》搭配的月九日劇「處女之路」後睽違14年9個月的第二部月九日劇「我不能戀愛的理由」的主題曲，此單曲成績理想，登上Oricon單曲榜季軍，銷量突破16萬張。

### 2012年：出道20週年
2012年3月21日發行第39張單曲《Go Round/YEAH-OH》。為紀念出道20周年，宣佈於出道紀念日9月16日、在故鄉沖繩舉行戶外演唱會《Namie Amuro 20th Anniversary Live In Okinawa》，是自2000年的《安室奈美惠 Live In Hawai Big Wave Honolulu》以來時隔12年的戶外演唱會，因三巴颱風來襲，公演前一天主辦單位宣佈因惡劣天氣取消演出並不安排補演。2012年6月27日，安室出道二十周年，發行原創專輯《Uncontrolled》並宣布啟動五大巨蛋巡演《Namie amuro 5 Major Domes Tour 2012 ~20th Anniversary Best~》，成為舉辦最多場次巨蛋演唱會個人女歌手（八場）。《Uncontrolled》首周以29.2萬張的高銷量，奪得了Oricon專輯榜冠軍、並蟬連三周冠軍，原創專輯蟬聯三周冠軍是自身首次、女性藝人專輯連續三周冠軍是竹內瑪莉亞精選專輯《Expressions》3年9個月以來的首次、原創專輯連續三周冠軍則是倖田來未『Black Cherry』5年半後首次；該專輯也是安室自2007年發售原創專輯《PLAY》以來，連續第五張、通算第十張專輯登上該榜冠軍之位，連續三個年代（1990年代、2000年代、2010年代）原創專輯獲得首位，在女歌手中是繼松任谷由實、中島美雪、竹內瑪莉亞、瑪丹娜、濱崎步之後的第六人，同時還創下日本首位連續兩張原創專輯稱霸日本、台灣、香港、南韓和新加坡等五地的專輯銷售榜冠軍之個人女歌手。
宣布自11月24日起舉行五大巨蛋（福岡、大阪、名古屋、札幌及東京）演唱會《namie amuro 5 Major Domes Tour 2012 ~20th Anniversary Best~》，超越了MISIA（七場）、成為舉辦最多場次巨蛋演唱會個人女歌手（八場），累計舉辦的巨蛋演唱會場數也成為個人女歌手的首位（十五場），五大巨蛋巡迴演唱會動員達35萬人次，八場門票亦快速搶購一空。
此外，安室今年再次蟬聯日本女星廣告酬勞榜首（5,000萬日圓／支）。11月24日當天，安室奈美惠親口及在官網證實將舉行《Namie Amuro ASIA TOUR 2013 20th Anniversary Best》。
已經出道二十周年的安室，自低潮期後人氣止跌回升，在此之後人氣便居高不下，發行的音樂作品往往能取得排行榜高位，此現象在日本流行音樂界是非常罕見的事蹟。除了安室本身的魅力外，精良的製作品質、以及不斷求新求變的精神，是使安室能一直在日本流行音樂界浪頭屹立不搖的最大關鍵。

### 2013-2014年：樂壇新氣象
《Namie Amuro ASIA TOUR 2013 20th Anniversary Best》預定於2月23及24日在台北小巨蛋、3月16日在香港亞洲國際博覽館ARENA、及4月26日在新加坡室內體育館舉行，這也是睽違4年再度舉行亞洲巡迴演唱會，惟主辦單位於4月12日宣佈因與當地協辦單位的一些原因決定取消於新加坡的演出。2月27日發行去年年底舉行的《namie amuro 5 Major Domes Tour 2012 ~20th Anniversary Best~》DVD及Blu-ray，兩項目同時登上Oricon公信榜冠軍，DVD首週銷售量創下日本歷代女歌手DVD首週銷量第二，Blu-ray更是超越自己之前創下的銷售紀錄，繼續穩坐日本女歌手藍光首週和累積銷量第一的紀錄。3月6日安室發行單曲《Big Boys Cry/Beautiful》，兩首歌曲皆為本人出演之化妝品廣告曲，首週取得Oricon公信榜第4位。7月10日發行第11張專輯「FEEL」，此時期的安室曲風開始轉為時下最流行的EDM(電子跳舞音樂)，專輯中有八成均為英文歌詞，此時的安室再次進行轉型蛻變。首周的銷售量為24.8萬張，成功奪得Oricon專輯榜冠軍。這也是安室奈美惠連續第六張專輯奪得冠軍。而且首周的銷售量相較前一周專輯榜冠軍Kyary Pamyu Pamyu的新專輯首周銷售量12.6萬張還要高出一倍，是2013年專輯首周銷售量最高的Solo女歌手。8月16日起於橫濱展開《namie amuro FEEL tour 2013》日本巡演，共計40場，動員20萬人。
11月6日，安室奈美惠的Facebook官方專頁突破100萬個按讚數。12月7日在東京代代木完成個人第500場售票演唱會，自1995年首開個人演唱會以來，18年後達成此紀錄，成為90年代女歌手中的第一人，累積入場觀眾人數更超過300萬人次。
2014年安室奈美惠與臺灣歌手蔡依林合作歌曲《I'm Not Yours》，安室除了獻聲蔡依林專輯外，也與蔡依林合體拍攝音樂錄影帶，兩人身穿融合傳統及現代的中式古裝登場，扮相十分性感嫵媚。
2014年6月，由官網票選出來安室的抒情歌曲排行，所發行的《Ballada》獲得好評，安室此專輯發行首周銷售量達25萬張，累積銷量約44萬張．為2014年度專輯總銷售量排名第四名。
2014年8月，再度以「Live Style」為主題的全國巡迴演唱會《namie amuro LIVE STYLE 2014》再度開跑，共舉行37場公演，門票亦迅速售罄。

### 2015-2016年：成立個人工作室stella88
1月13日，安室去年5月，傳出因不滿合作近23年的老東家「Rising Production」對她的剝削，決定擺脫「奴隸合約」，因此舉惹火老闆，一度傳被冷凍，安室與新舊東家3方協商後，所屬唱片公司avex13日在官網宣布，安室正式結束與前經紀公司「Rising Production」的合約，14日起成為avex旗下子公司Dimension Point專屬藝人，經紀及唱片約同時隸屬在同公司，未來安室的音樂製作、宣傳、演唱會等活動，都將朝一元化整合。2月11日發行的《namie amuro LIVE STYLE 2014》發行首周於oricon週間DVD及Blu-ray排行榜中各自銷量為8.4萬張和3.5萬張，皆取得排行冠軍。音樂DVD及Blu-ray的首周销量合计在「綜合音樂影像排行榜」中也獲得了冠軍位置，綜合銷量為11.8萬。安室DVD及Blu-ray兩榜同時獲得第1位的是《namie amuro BEST FICTION TOUR 2008-2009》（2009年9月發售）、《namie amuro 5 Major Domes Tour 2012 ~20th Anniversary Best~》（2013年2月發行）再之後的第3部。 安室擁有Solo歌手歷代1位記錄的DVD及Blu-ray同時獲得冠軍的作品數量更新為至3部。Blu-ray的冠軍數量也是3部，與水樹奈奈並列歷代1位的女性Solo歌手。6月9日，安室宣布與虛擬偶像初音未來合作，與初音一起唱出《B Who I Want 2 B feat. HATSUNE MIKU》（收錄於《_genic》），並邀請曾為女神異聞錄系列擔任插圖的「副島成記」繪製主視覺圖。
6月10日，新專輯《_genic》發行，此專輯歐美舞曲風格強烈，全專輯幾乎都是英文歌詞居多，嚴格而言可說是一張英文專輯。發行日當天，同時宣佈安室成立的個人工作室stella88正式啟動，爾後安室為stella88代表人，其所有經紀約為個人工作室stella88所有，而avex旗下的Dimension Point為單純唱片公司，只處理安室相關唱片發行等事務。
2015年9月，以專輯為主題的全國巡迴演唱會《namie amuro LIVEGENIC 2015-2016》起跑，一共舉行47場公演（包含台灣2場在內）。
2016年的安室依然非常活躍，發行了單曲《Mint》，為日劇「我的危險妻子」主題曲；7月發行了單曲《Hero》，為NHK轉播里約奧運與殘奧主題曲。《Hero》在實體銷售上突破八萬張，為近幾年日本女性Solo歌手難以達到的紀錄；此單曲下載成績理想，由於NHK轉播奧運的效益，累積下載量突破十四萬。
8月，安室宣布《namie amuro LIVE STYLE 2016-2017》共計88場開跑，創下單次巡迴演唱會公演場次新紀錄，因場次供不應求，最終加場至101場（鳥取場次因地震取消，最終舉行公演共100場）。
人氣居高不下的安室，再與知名連鎖便利商店7-11合作拍廣告，並搭配廣告推出新曲《Christmas Wish》，此單曲最後於引退精選輯《Finally》收錄。
2016年底傳出演唱NHK奧運轉播主題曲《Hero》的安室可能答應登上NHK紅白歌合戰表演，最後傳出交涉失敗，安室並未答應演出。

### 2017-2018年：出道25週年與引退
2017年5月31日，安室發行了第47張單曲《Just You and I》。首週銷售2.3萬張，於Oricon週間單曲榜中首次進榜第6名。於單曲部分達成連續21張總計第48張進入
TOP10。單曲總計進入TOP10作品數為個人歌手歷代第2名。達成TOP10連續年數更新為23年(1995年～2017年 ※達成年以Oricon年間榜統計期間為基準)，與V6並列歌手歷代冠軍。
在2017年9月16-17日，安室在其家鄉沖繩舉行了出道25周年紀念演唱會。但是在四天後，即是2017年9月20日，安室於其40歲生日在「臉書（Facebook）」以及其個人官方網站上表示，宣佈將於2018年9月16日（出道紀念日）自樂壇「引退」，消息傳出後在日本甚至亞洲演藝界也非常震驚，安室引退的消息也不斷地被新聞廣泛報導，安室本人曾經表示：「有開始就有結束。」對於引退的決意非常堅定，日本多名娛樂記者甚至亦不斷地揣測她引退的原因以及不斷採訪安室身邊的親友及工作人員，令安室不勝其煩擾，而安室本人亦在網上發表聲明希望外界不要再對自家員工以及其家人胡亂揣測。
2017年11月8日，引退精選輯《Finally》發布，在預購時期已創下百萬預購量，上市首周銷量達111.3萬張，發行當天澀谷街頭皆掛滿安室海報，澀谷109百貨也掛上超大型安室海報，讓大家重新回味20年前「安室現象」(アムラー)。而安室也憑藉此精選輯成為日本史上首位10代、20代、30代及40代均有百萬作品的歌手，為日本目前唯一一位擁有此紀錄的歌手，創下難以超越的安室障礙。精選輯內收錄與恩師小室哲哉睽違16年合作的歌曲《How do you feel now?》亦創造超高討論度。專輯發行不到兩個月即以177.8萬張榮登全年冠軍，使安室達成年度銷售額冠軍(於1996年達成)、年度專輯銷量冠軍《Finally》、年度單曲銷量冠軍《CAN YOU CELEBRATE?》三冠王紀錄。
2018年2月，安室舉行第三次亦是最後一次的巨蛋巡迴演唱會，並舉行亞洲巡迴演唱會。此次5大巨蛋巡演預計演出15場，動員人數高達75萬人次，但是因為門票供不應求，安室決定又加演2場，總場次來到17場，預計動員人數高達80萬人，創下日本個人歌手5大巨蛋巡演史上最多場次及動員人數最高紀錄。2018年2月開始，安室用告別巡演《namie amuro Final Tour 2018 ~Finally~》向喜愛她的歌迷好好道別，在2018年6月3日舉行最後一場巨蛋演唱會的安室，在最後激動的向歌迷獻上祝福：「最後帶著笑容，大家都要好好的喔！Bye Bye。」一代巨星引退的身影在歌迷心中留下了無法抹滅的回憶。
自安室宣布引退後造成極大討論度，影響幅度廣大，新名詞「アムロス」旋即產生，意指失去安室的現象，「アムロス」（念法：阿姆羅絲），取自安室的「AMURO」＋失去「LOSS」的諧音，指的是因為安室引退，而被影響的各種現象。
知名影視平台Hulu跟安室方面提出合作，每月推出一集紀錄片《Documentary of Namie Amuro “Finally”》紀錄安室從宣布引退至正式引退這段期間的心情及想法。
日本電視頻道「WOWOW」於8月12日推出「安室奈美惠 Music Video Collection Special 2018〜Finally〜」特輯，連播百餘首安室奈美惠的MV共8小時，讓粉絲們在安室引退前，回顧安室過去25年來所推出的音樂作品。
8月29日正式發行《namie amuro Final Tour 2018～Finally～》LIVE DVD/BD，初回版一共發行五種版本，五種不同的封面，每種版本各收錄去年9月份25周年沖繩戶外演唱會及6月份東京巨蛋最終場演唱會及地方巨蛋場次（每場地方巨蛋場次由五位不同風格的導演拍攝剪輯而成），此次影音作品將五大巨蛋所有場次全部收錄，讓各位歌迷能夠收藏最完整的安室奈美惠，預購量超過110萬張，已可預告成為日本有紀錄以來最暢銷的音樂影音作品。
安室在引退前一天，即是9月15日於沖繩宜野灣市舉行演唱會，名為「WE♥ NAMIE HANABI SHOW 前夜祭 ～I ♥ OKINAWA／I ♥ MUSIC～ supported by Seven-Eleven」，作為演藝生涯的最終活動。9月30日安室的工作室團隊關閉了其臉書、官方網頁、歌迷會網頁及網上商店，原先計劃其Youtube頻道亦會在當日關閉，但團隊收到各方希望保留的要求，最終決定該頻道將會繼續，並在11月1日以全新名稱提供服務。

## 音樂作品
| 錄音室專輯 - 《DANCE TRACKS VOL.1》（1995年） - 《SWEET 19 BLUES》（1996年） - 《Concentration 20》（1997年） - 《GENIUS 2000》（2000年） - 《break the rules》（2000年） - 《STYLE》（2003年） - 《Queen of Hip-Pop》（2005年） - 《PLAY》（2007年） - 《PAST＜FUTURE》（2009年） - 《Uncontrolled》（2012年） - 《FEEL》（2013年） - 《_genic》（2015年） | 精選輯 - 《ORIGINAL TRACKS VOL.1》（1996年） - 《181920》（1998年） - 《LOVE ENHANCED ♥ single collection》（2002年） - 《BEST FICTION》（2008年） - 《Checkmate!》（2011年） - 《Ballada》（2014年） - 《Finally》（2017年） |

## 巡迴演唱會
| 舉行日期                       | 標題                                                                   | 場次            | 備註                 |
| ------------------------------ | ---------------------------------------------------------------------- | --------------- | -------------------- |
| 1995年7月 - 8月27日            | Amuro Namie with Super Monkey's Concert '95 ～Heart Ni Hi Wo Tsukete～ | 3場             |                      |
| 1995年12月27日                 | Okinawa Triumphant LIVE Return                                         | 1場             |                      |
| 1996年3月20日 - 5月19日        | mistio presents AMURO NAMIE with SUPER MONKEY'S TOUR '96               | 21場            |                      |
| 1996年8月27日 - 9月1日         | SUMMER PRESENTS '96 AMURO NAMIE with SUPER MONKEY'S                    | 4場             |                      |
| 1997年3月23日 - 5月18日        | Namie Amuro tour 1997 a walk in the park                               | 23場            |                      |
| 1997年7月26日 - 8月13日        | mistio presents namie amuro SUMMER STAGE Concentration 20              | 8場             |                      |
| 2000年3月20日 - 5月7日         | NAMIE AMURO TOUR GENIUS 2000                                           | 17場            |                      |
| 2001年3月18日 - 5月27日        | namie amuro tour 2001 break the rules                                  | 17場            |                      |
| 2001年10月17日 - 11月10日      | namie amuro tour "AmR" 01                                              | 9場             |                      |
| 2003年11月29日 - 2004年4月11日 | namie amuro SO CRAZY tour featuring BEST singles 2003-2004             | 35場            |                      |
| 2004年5月1日 - 2日             | SO CRAZY in Taipei                                                     | 2場             |                      |
| 2004年5月13日 - 15日           | AMURO NAMIE So Crazy Tour in Seoul 2004                                | 3場             |                      |
| 2004年8月27日 - 9月20日        | namie amuro tour "fan space '04"                                       | 8場             |                      |
| 2005年9月1日 - 12月24日        | Space of Hip-Pop -namie amuro tour 2005-                               | 35場            |                      |
| 2006年8月13日 - 11月23日       | namie amuro BEST tour “Live Style 2006”                                | 23場            |                      |
| 2007年8月18日 - 2008年2月27日  | namie amuro PLAY tour 2007-2008                                        | 65場            |                      |
| 2008年4月12日 - 13日           | namie amuro PLAY MORE!! in Taipei                                      | 2場             |                      |
| 2008年10月25日 - 2009年5月31日 | namie amuro BEST FICTION tour 2008-2009                                | 60場            |                      |
| 2009年6月20日 - 21日           | namie amuro BEST FICTION tour 2008-2009 in Taipei                      | 2場             |                      |
| 2009年7月11日 - 12日           | namie amuro BEST FICTION tour 2008-2009 in Shanghai                    | 2場             |                      |
| 2010年4月3日 - 12月15日        | namie amuro PAST < FUTURE tour 2010                                    | 80場            |                      |
| 2011年7月30日 - 12月27日       | namie amuro LIVE STYLE 2011                                            | 32場            |                      |
| 2012年9月16日                  | namie amuro 20th ANNIVERSARY LIVE in OKINAWA                           | 1場             | 因颱風取消           |
| 2012年11月24日 - 12月21日      | namie amuro 5大巨蛋 TOUR 2012 ～20th Anniversary Best～                | 8場             |                      |
| 2013年2月23日 - 3月16日        | Namie Amuro ASIA TOUR 2013                                             | 3場             | 原定新加坡場最終取消 |
| 2013年8月16日 - 12月23日       | namie amuro FEEL tour 2013                                             | 44場            |                      |
| 2014年8月22日 - 12月23日       | namie amuro LIVE STYLE 2014                                            | 37場            |                      |
| 2015年9月5日 - 2016年2月10日   | namie amuro LIVEGENIC 2015-2016                                        | 44場            |                      |
| 2016年3月5日 - 6日             | namie amuro LIVEGENIC 2015-2016 IN TAIPEI                              | 2場             |                      |
| 2016年3月26日                  | namie amuro LIVEGENIC 2015-2016 IN HONG KONG                           | 1場             |                      |
| 2016年8月19日 - 2017年5月3日   | namie amuro LIVE STYLE 2016-2017                                       | 88+13場 共101場 |                      |
| 2017年9月16日 - 17日           | namie amuro 25th ANNIVERSARY LIVE in OKINAWA                           | 2場             |                      |
| 2018年2月17日 - 6月3日         | namie amuro Final Tour 2018 ～Finally～                                | 17場            |                      |
| 2018年3月17日 - 5月20日        | namie amuro Final Tour 2018 ～Finally～ in Asia                        | 6場             | 深圳、香港、台北     |

## 引用資料
1. ↑  https://www.weibo.com/p/1001603815703764409959
2. ↑  .   [2009-04-04]. （原始内容存档于2010-08-27）.
3. ↑  .   [2020-08-27]. （原始内容存档于2017-10-26）.
4. ↑  【转载】安室奈美恵与南沙织的亲子关系全文实录(日文版)
5. ↑  . Okinawa Times.   [2008-06-28]. （原始内容存档于2001-04-19）.
6. ↑  . Japan Times.   [2008-06-28]. （原始内容存档于2012-07-19）.
7. ↑  Tim Larimer. . TIME Asia. 2000-07-24  [2006-09-30]. （原始内容存档于2001-01-25）.
8. ↑  .   [2018-06-10]. （原始内容存档于2018-06-12）.
9. ↑  . 1995-04-17  [2006-09-30]. （原始内容存档于2008-06-24） （日语）.
10. ↑  .   [2006-09-30] （日语）.[永久]
11. ↑  . Tsutaya.   [2008-08-10]. （原始内容存档于2008-12-31） （日语）.
12. ↑  . 1997-04-06  [2006-09-30]. （原始内容存档于2006-09-27）.
13. ↑  Jim Frederick. . TIME. 2004-10-11  [2006-09-30]. （原始内容存档于2013-08-17）.
14. ↑  . Honolulu Star Bulletin. 2000-03-31  [2006-09-30]. （原始内容存档于2007-03-07）.
15. ↑  . 1997-03-03  [2006-09-30]. （原始内容存档于2009-01-24） （日语）.
16. ↑  . 朝日電視台. 2007-12-08  [2008-08-10]. （原始内容存档于2020-09-21） （日语）.
17. ↑  . HMV Japan.   [2008-08-09]. （原始内容存档于2014-06-22） （日语）.
18. ↑  Alexandra A. Seno. . AsiaWeek. 1997-11-07  [2006-09-30]. （原始内容存档于2006-03-13）.
19. ↑   (PDF).   [2007-01-16]. （原始内容存档 (PDF)于2020-10-25）.
20. ↑  Tim Larimer, Hiroko Tashiro. . Time ASIA. 2000-07-18  [2007-01-16]. （原始内容存档于2007-02-13）.
21. ↑  . bounce.com. 2003-02-20  [2008-08-10]. （原始内容存档于2008-12-23） （日语）.
22. ↑  .   [2018-06-10]. （原始内容存档于2020-02-15）.
23. ↑  . Oricon. 2004-10-14  [2008-08-09]. （原始内容存档于2008-12-21） （日语）.
24. ↑  . Oricon. 2004-10-19  [2008-08-09]. （原始内容存档于2008-12-21） （日语）.
25. ↑  . sponichi. 2004-11-25  [2008-08-09]. （原始内容存档于2004-11-26） （日语）. Internet Archive copy.
26. ↑  . UNICEF. 2005-02-03  [2008-08-09]. （原始内容存档于2020-02-15）.
27. ↑  . BBC. 2005-02-03  [2008-08-09]. （原始内容存档于2009-01-11）.
28. ↑  . WMC News. 2005-01-24  [2008-08-09]. （原始内容存档于2009-01-23）.
29. ↑  . Japan Today. 2005-03-12  [2008-08-09]. （原始内容存档于2008-09-10）.
30. ↑  . sanspo. 2005-05-30  [2008-08-10]. （原始内容存档于2005-05-30） （日语）. Internet Archive copy.
31. ↑  . Sports Hochi. 2005-05-29  [2008-08-10]. （原始内容存档于2005-06-01） （日语）. Internet Archive copy.
32. ↑  .   [2018-06-10]. （原始内容存档于2020-08-20）.
33. ↑  . Oricon. 2005-07-13  [2008-08-10]. （原始内容存档于2018-06-12） （日语）.
34. ↑  （日語） . Oricon. September 9, 2005  [2008-09-05]. （原始内容存档于2013-07-04）.
35. ↑  （日語） . RBB Today. 2005-09-30  [2008-09-05]. （原始内容存档于2009-09-01）.
36. ↑  （日語） . Ongen.   [2008-09-05]. （原始内容存档于2008-07-25）.
37. ↑  . Cyber Agent. 2006-11-18  [2008-06-19]. （原始内容存档于2008-04-23）.
38. ↑  .   [2008-08-28]. （原始内容存档于2007-06-27）.
39. ↑  .   [2008-08-28]. （原始内容存档于2019-06-16）.
40. ↑  .   [2008-08-28]. （原始内容存档于2020-08-04）.
41. ↑  .   [2008-11-09]. （原始内容存档于2012-11-04）.
42. ↑  .   [2008-08-27]. （原始内容存档于2011-03-24）.
43. ↑   （页面存档备份，存于）安室奈美恵、個人的に５０００万寄付
44. ↑  . namieamuro.jp. 2015-06-09  [2015-06-09]. （原始内容存档于2018-09-05）.
45. ↑  【2016年・紅白歌合戦直前】SMAPよりも注目集める？ 安室奈美恵と宇多田ヒカルの出演動向[]
46. ↑  .   [2018-06-09]. （原始内容存档于2020-08-20）.
47. ↑  . NHKニュース. 2017-09-20  [2017-09-20]. （原始内容存档于2017-09-20）.
48. ↑  . 中央通訊社. 2017-09-20  [2017-09-20]. （原始内容存档于2018-06-12） （中文（繁體））.
49. ↑  安室奈美惠25年天后路 華麗轉身回歸平凡 （页面存档备份，存于）,中央社，2018年5月14日
50. ↑  .   [2018-06-09]. （原始内容存档于2018-06-12）.
51. ↑  .   [2018-06-09]. （原始内容存档于2020-11-24）.